# Guitar Pro
Guitar Pro — программа, нотный редактор, предназначенный для создания, редактирования и прослушивания гитарных табулатур и нотных партитур, обладающий мощным встроенным MIDI-редактором, построителем аккордов, проигрывателем, метрономом и многими другими полезными для гитаристов (и не только) инструментами.

## Возможности
- Запись музыкальных произведений для гитары, бас-гитары, банджо, а также для многих других инструментов и ансамблей в виде табулатур или нотной графики (при наборе табулатуры создаётся соответствующая табулатуре строчка с нотной записью и наоборот);
- Создание партий для духовых, струнных, клавишных музыкальных инструментов;
- Создание партий для ударной установки и перкуссии;
- Добавление текста песен и привязка его к нотам дорожек с партией вокала;
- Встроенный построитель и определитель гитарных аккордов;
- Экспорт созданных партитур в MIDI, ASCII, MusicXML, WAV, FLAC, MP3, AIFF, Ogg, PNG, PDF, GP5 и GPX (в Guitar Pro 6), вывод на печать;
- Импорт из MIDI, ASCII, MusicXML, Power Tab (.ptb), TablEdit (.tef)
- Виртуальный гитарный гриф, клавиатура фортепиано и панель ударных инструментов, на которых отображаются ноты, проигрываемые в текущий момент. С их помощью также можно создавать и редактировать партии соответствующего инструмента;
- Встроенный метроном, гитарный тюнер, инструмент для транспонирования дорожек;
- Большое количество инструментов для отображения в нотах характерных для гитары приёмов игры и выбор вариантов их озвучивания;
- Начиная с версии 5 в программе появилась технология RSE (Realistic Sound Engine), позволяющая приблизить звучание гитары к реальному, и наложения различных эффектов (гитарные «примочки», эффект «wah-wah» и т. д.) в реальном времени.
- Поддержка форматов предыдущих версий программы — gtp, gp3, gp4, и gp5 (для версий 5.x и 6.0).

## Новое в Guitar Pro 6-й версии
- Возможность запуска на платформах Windows, Linux, Mac OS (благодаря тому, что Guitar Pro 6 полностью переписан с использованием Qt)
- Значительно переработанный интерфейс в сторону улучшения юзабилити:
  - система вкладок с открытыми документами в окне программы;
  - боковая панель, содержащая вкладки с различными инструментами для редактирования нотного текста, выбора инструмента и строя, эффектов (имитации гитарных педалей, усилителей, эквалайзеров, компрессоров) и т. д.
- Качественная озвучка партитур. Звучание RSE в Guitar Pro 6 очень близко к реальному звучанию инструментов.
- Возможность записи ритм-гитары «слэшами»;
- Возможность записи полноценного четырёхголосия;
- Поддержка записи духовых, струнных и клавишных инструментов;
- Значительно улучшена нотная графика, можно вручную менять ширину такта, двигая тактовую черту, в целом все приближено к академической традиции нотной записи
  - Появилась возможность поменять ключ
  - Пунктирная тактовая черта
  - Знаки повторения тактов (альтернатива репризе)
  - Появилась двойная точка (увеличение длительности в 1,75 раза)
  - Появилась возможность создания н-плетов (когда некоторое число нот делится на другое число нот большей длительности к ним приравниваемой (например 3:2))
  - Появилась фермата (задержка)
  - Дубль-бемоль и дубль-диез, а также бекар
  - Стаккатиссимо
  - Улучшенное меню флажолетов
  - Тэппинг с указанием руки
  - Арпеджио
  - Расгеадо
  - Группетто
  - Крещендо, диминуэндо
  - Улучшенное меню аккордов (теперь показывает аккорды в зависимости от инструмента (для пианино не показывает гитарные аппликатуры))
  - Возможность обозначить баррэ
  - Таймер — функция, показывающая время, в которое будет играться нота
  - Закладки (секции) — разделение партитуры на секции, каждой можно назначить название и букву
- Появилась возможность регулировать темп, громкость и баланс (как одной так и всех дорожек), что позволяет проводить и мастеринг

## Критика
- Версия 5.2 содержала различные ошибки, программа выходила из строя после использования библиотеки RSE из-за утечки памяти[2]. Аналогичная проблема также присутствовала в последних версиях Guitar Pro 6 при длительной работе с редактором нот, когда при добавлении и изменении нотной информации предыдущие значения записываются в оперативную память, но в дальнейшем оттуда не удаляются, из-за чего происходил сбой программы после того, как память заканчивается.
- При копировании (или вырезании) нотной записи копируется только табулатура. Ноты строятся после «вставки» отдельно из табулатуры согласно строю дорожки. Вследствие этого, если перемещать ноты между дорожками с разными строями, то фрагменты могут различаться, так как в разных строях один и тот же лад одной и той же струны будут означать разные ноты.
- Сложности при использовании программы для набора партий других инструментов (не гитар). В частности, невозможно самостоятельно определить ключ для дорожки, ключ «до» в программе не предусмотрен вообще, а для набора конкретной ноты на какой-либо дорожке требуется, чтобы эта нота была не ниже ноты, играемой на открытой струне с самым низким строем.